# Cassipourea killipii
Cassipourea killipii är en tvåhjärtbladig växtart som beskrevs av José Cuatrecasas. Cassipourea killipii ingår i släktet Cassipourea, och familjen Rhizophoraceae. Inga underarter finns listade i Catalogue of Life.